# Tommy Naurin
Tommy Naurin, född 17 maj 1984, är en svensk tidigare fotbollsmålvakt och numera sportchef i GIF Sundsvall.
Totalt spelade han 93 allsvenska matcher (87 i GIF Sundsvall och 6 Örgryte IS). Senast spelade han för GIF Sundsvall dit han kom från Qviding FIF 2010.  Den 23 september 2018 meddelades att Naurin tvingas avsluta sin spelarkarriär på grund av knäskada. 
Efter spelarkarriären blev han kvar i GIF Sundsvalls marknadsorganisation och som spelarkoordinator.
Hösten 2019 klev han in som målvaktstränare och 2020 även som assisterande tränare.
I juni 2021 lämnade han sitt tränaruppdrag för nytt arbete inom det privata näringslivet.
Inför säsongen 2023 tog han över rollen som sportchef i GIF Sundsvall.